# Funció de Dawson

Gràfic de la funció integral de Dawson F(z) en el pla complex de -2-2i a 2+2i amb colors creats amb la funció Mathematica 13.1 ComplexPlot3D.

La funció de Dawson o integral de Dawson (anomenada en honor a HG Dawson), en matemàtiques, és la transformada sinusoïdal de Fourier-Laplace unilateral de la funció gaussiana.
La funció de Dawson es defineix com:{\displaystyle D_{+}(x)=e^{-x^{2}}\int _{0}^{x}e^{t^{2}}\,dt,}també es denota com {\displaystyle F(x)} o {\displaystyle D(x),} o alternativament

La funció de Dawson, al voltant de l'origen.

{\displaystyle D_{-}(x)=e^{x^{2}}\int _{0}^{x}e^{-t^{2}}\,dt.\!}La funció de Dawson és la transformada sinusoïdal de Fourier-Laplace unilateral de la funció gaussiana,{\displaystyle >D_{+}(x)={\frac {1}{2}}\int _{0}^{\infty }e^{-t^{2}/4}\,\sin(xt)\,dt.}Està estretament relacionat amb la funció d'error erf, tal com

La funció de Dawson, al voltant de l'origen.

{\displaystyle D_{+}(x)={{\sqrt {\pi }} \over 2}e^{-x^{2}}\operatorname {erfi} (x)=-{i{\sqrt {\pi }} \over 2}e^{-x^{2}}\operatorname {erf} (ix)}on erfi és la funció d'error imaginària, erfi(x) = −i erf(ix). De la mateixa manera,{\displaystyle D_{-}(x)={\frac {\sqrt {\pi }}{2}}e^{x^{2}}\operatorname {erf} (x)}en termes de la funció d'error real, erf.